# Ecurie Rosier
Ecurie Rosier — частная команда Формулы-1, создателем и менеджером которой был гонщик Луи Розье. Участвовала в чемпионатах мира 1950—1956 годов.

## Результаты в гонках Формулы-1
| Легенда к таблице |                                                                    |
| --- | ------------------------------------------------------------------ |
| В таблице перечислены результаты всех Гран-при Формулы-1, в которых принимала участие команда. Строками таблицы являются сезоны, столбцами — этапы чемпионата мира. В каждой клетке указаны сокращённое название этапа и результаты гонщиков команды, дополнительно обозначенные цветом. Расшифровка обозначений и цветов представлена в нижеследующей таблице. |                                                                    |
| \| Пример \| Описание \| \| ------------ \| ------------------------------------------------------------------ \| \| 1 \| Победитель \| \| 2 \| Второе место \| \| 3 \| Третье место \| \| 5 \| Финишировал, заработав очки \| \| Сход \| Не финишировал, но при этом заработал очки \| \| 12 \| Финишировал, не получив очков \| \| НКЛ \| Финишировал, но не попал в финальную классификацию \| \| 15 \| Участвовал вне зачёта, либо по отдельной классификации \| \| 18 \| Не финишировал, но попал в финальную классификацию \| \| Сход \| Не финишировал \| \| НКВ \| Не прошёл квалификацию \| \| НПКВ \| Не прошёл предквалификацию \| \| ДСК \| Дисквалифицирован \| \| ИСК \| Исключён из протокола соревнований \| \| ТТ \| Заявлен для участия только в тренировках \| \| НС \| Участвовал в квалификации, но не стартовал в гонке \| \| Т \| Травмирован или болен \| \| ОТК \| Отказ от участия \| \| НТР \| Прибыл на соревнования, но на трассу не выезжал \| \| НПР \| Был заявлен в числе участников, но не прибыл к началу соревнований \| \| О \| Соревнования отменены \| \| \| Не участвовал \| \| Поул-позиция \| \| \| Быстрый круг \| \| |                                                                    |
| Пример | Описание                                                           |
| 1 | Победитель                                                         |
| 2 | Второе место                                                       |
| 3 | Третье место                                                       |
| 5 | Финишировал, заработав очки                                        |
| Сход | Не финишировал, но при этом заработал очки                         |
| 12 | Финишировал, не получив очков                                      |
| НКЛ | Финишировал, но не попал в финальную классификацию                 |
| 15 | Участвовал вне зачёта, либо по отдельной классификации             |
| 18 | Не финишировал, но попал в финальную классификацию                 |
| Сход | Не финишировал                                                     |
| НКВ | Не прошёл квалификацию                                             |
| НПКВ | Не прошёл предквалификацию                                         |
| ДСК | Дисквалифицирован                                                  |
| ИСК | Исключён из протокола соревнований                                 |
| ТТ | Заявлен для участия только в тренировках                           |
| НС | Участвовал в квалификации, но не стартовал в гонке                 |
| Т | Травмирован или болен                                              |
| ОТК | Отказ от участия                                                   |
| НТР | Прибыл на соревнования, но на трассу не выезжал                    |
| НПР | Был заявлен в числе участников, но не прибыл к началу соревнований |
| О | Соревнования отменены                                              |
| | Не участвовал                                                      |
| Поул-позиция |                                                                    |
| Быстрый круг |                                                                    |

| Сезон | Шасси               | Двигатель          | Ш | Пилоты           | 1    | 2    | 3    | 4    | 5    | 6    | 7    | 8    | 9    |
| ----- | ------------------- | ------------------ | - | ---------------- | ---- | ---- | ---- | ---- | ---- | ---- | ---- | ---- | ---- |
| 1950  | Talbot-Lago T26C    | Talbot L6          | D |                  | ВЕЛ  | МОН  | 500  | ШВА  | БЕЛ  | ФРА  | ИТА  |      |      |
| 1950  | Talbot-Lago T26C    | Talbot L6          | D | Луи Розье        | 5    | Сход |      |      |      | 4    |      |      |      |
| 1951  | Talbot-Lago T26C-DA | Talbot L6          | D |                  | ШВА  | 500  | БЕЛ  | ФРА  | ВЕЛ  | ГЕР  | ИТА  | ИСП  |      |
| 1951  | Talbot-Lago T26C-DA | Talbot L6          | D | Луи Розье        | 9    |      | 4    | Сход | 10   | 8    | 7    | 7    |      |
| 1951  | Talbot-Lago T26C    | Talbot L6          | D | Анри Луво        | Сход |      |      |      |      |      |      |      |      |
| 1951  | Talbot-Lago T26C    | Talbot L6          | D | Луи Широн        |      |      | Сход | 6    | Сход | Сход | Сход | Сход |      |
| 1952  | Ferrari 500         | Ferrari 500 2,0 L4 | D |                  | ШВА  | 500  | БЕЛ  | ФРА  | ВЕЛ  | ГЕР  | НИД  | ИТА  |      |
| 1952  | Ferrari 500         | Ferrari 500 2,0 L4 | D | Луи Розье        | Сход |      | Сход | Сход |      |      |      | 10   |      |
| 1953  | Ferrari 500         | Ferrari 500 2,0 L4 | D |                  | АРГ  | 500  | НИД  | БЕЛ  | ФРА  | ВЕЛ  | ГЕР  | ШВА  | ИТА  |
| 1953  | Ferrari 500         | Ferrari 500 2,0 L4 | D | Луи Розье        |      |      | 7    | 8    | 8    | 10   | 10   | Сход | 16   |
| 1954  | Ferrari 500         | Ferrari 500 2,0 L4 | D |                  | АРГ  | 500  | БЕЛ  | ФРА  | ВЕЛ  | ГЕР  | ШВА  | ИТА  | ИСП  |
| 1954  | Ferrari 500         | Ferrari 500 2,0 L4 | D | Луи Розье        | Сход |      |      | Сход | Сход | 8    |      |      |      |
| 1954  | Maserati 250F       | Maserati 250F 2,5  | P | Луи Розье        |      |      |      |      |      |      |      |      | 7    |
| 1954  | Ferrari 625         | Ferrari 107 2,5 L4 | P | Морис Трентиньян | 4    |      |      |      |      |      |      |      |      |
| 1954  | Ferrari 625         | Ferrari 107 2,5 L4 | P | Робер Манзон     |      |      |      | 3    | Сход | 9    |      | Сход | Сход |
| 1955  | Maserati 250F       | Maserati 250F 2,5  | P |                  | АРГ  | МОН  | 500  | БЕЛ  | НИД  | ВЕЛ  | ИТА  |      |      |
| 1955  | Maserati 250F       | Maserati 250F 2,5  | P | Луи Розье        |      | Сход |      | 9    | 9    |      |      |      |      |
| 1956  | Maserati 250F       | Maserati 250F 2,5  | P |                  | АРГ  | МОН  | 500  | БЕЛ  | ФРА  | ВЕЛ  | ГЕР  | ИТА  |      |
| 1956  | Maserati 250F       | Maserati 250F 2,5  | P | Луи Розье        |      | Сход |      | 8    | 6    | Сход | 5    |      |      |